# Vastagcsőrű csér
A vastagcsőrű csér (Phaetusa simplex) a madarak osztályának a lilealakúak (Charadriiformes) rendjébe és a csérfélék (Sterniidae) családjába tartozó Phaetusa nem egyetlen faja.

## Előfordulása
Az Amerikai Egyesült Államok, Aruba, Bonaire, Curaçao, Kuba, Trinidad és Tobago, valamint Panama, Argentína, Bolívia, Brazília, Kolumbia, Ecuador, Francia Guyana, Guyana, Paraguay, Peru, Suriname, Uruguay, és Venezuela területén honos. A természetes élőhelye édesvízű folyók és tavak környékén van.

## Alfajai
- Phaetusa simplex chloropoda
- Phaetusa simplex simplex